# Афера с кафявите кучета
Аферата с кафявите кучета (на английски: Brown Dog affair) е политически скандал, свързан с дисекцията на живи кучета (вивисекция) в периода 1903 – 1910 година. Той включва проникването на шведски феминисти в Лондонския университет при следващите медицина студенти, които извършвали дисекцията, битки между студентите и полицията, подрепяща противниците на вивисекцията и създаването на статуя за аферата. Създава се Кралска комисия за разледване на експериментите с животни и опазването на животинските права. Това става известен случай, който се разространява и шокира повечето британци.

## История
Всичко започва, когато през 1903 физиологът Уилям Бейлис извършва нелегална вивисекция на кафяв териер, според думите му упоен, преди да изнесе лекция на 60 студенти по медицина. Това шокира група шведски феминисти, които основават движение срещу тази практика. Националното общество против вивисекцията обявява практиката за напълно незаконна. Но Бейлис, чиито изследвания върху кучетата водят до откриването на хормоните, има сериозна репутация и е признат за невинен след седемгодишна афера.
Противниците на Бейлис издигат през 1906 мемориал в Батърси, Лондон, който представлява статуя на куче с надпис отдолу „Дами и господа на Англия, докога това ще продължава?“. Този надпис разгневява студентите от Лондонския университет и те започнали да вандализират паметника, а полицията му осигурява 24-часова охрана. Стига се до огромни размирици и битки между полицията и студентите.
Уморен от аферата, кметът на Батърси се принуждава през 1910 да демонтира статуята, която по-късно е строшена от личния му ковач. Това слага край на скандала.
През 1985 г. е издигната нова статуя в парка на Батърси.